# Old Hurst
Old Hurst – wieś w Anglii, w hrabstwie Cambridgeshire, w dystrykcie Huntingdonshire. Leży 25 km na północny zachód od miasta Cambridge i 97 km na północ od Londynu.